# Vătava
Vătava (Duits: Oberrübendorf; Hongaars: Felsőrépa) is een comună in het district Mureș, Transsylvanië, Roemenië. Het is opgebouwd uit drie dorpen, namelijk:
- Dumbrava
- Râpa de Jos
- Vătava (Duits: Oberrübendorf; Hongaars: Felsőrépa)

## Demografie
De comună bestaat uit 1.926 (95%) Roemenen, 95 (4,7%) Roma en 6 (0,3%) Hongaren.